# 어윤중

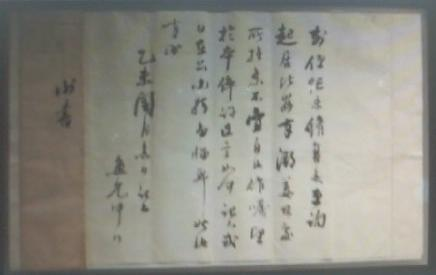
어윤중의 편지 서찰

어윤중(魚允中, 1848년 ~ 1896년)은 조선 시대 후기의 문신 겸 학자로, 그의 자는 성집(聖執), 호는 일재(一齋), 시호는 충숙(忠肅)이며 본관은 함종(咸從)이다.
경기도 광주에서 한성부 토호 갑부 어약우(魚若愚)의 적출 아들로 출생한 그는 호조판서를 지낸 정간공 박원양의 문하생이다. 개화파 정치인 출신인 윤치호(尹致昊)는 한때 일재의 문하생 중 일원이었다.

## 생애
경기도 광주에서 출생하여 지난날 한때 평안도 강서에서 잠시 유아기를 보낸 적이 있는 그는 한성부에서 성장하였으며 1869년 별시 병과에 합격하여 교리, 지평 등을 지내고, 박정양·홍영식 등과 함께 조사시찰단의 일원으로 일본에 다녀온 후 서북경략사(西北經略使)로서 청나라·러시아 제국 등과 국경을 정하는 데 노력했다. 1881년 일본에 교육생들을 파견시키는 업무를 맡았다. 암행어사 시절 백성들의 존경과 흠모의 관심 대상으로 요주의 인물이었던 신재효를 잠시 감찰하기도 했다.
1886년에는 지난날 갑신 정변의 실패 이후 역적으로 연좌되어 굶어 죽은 스승 박원양 내외의 시신을 수습하여 장례를 치러주었다가 심순택 등에게 심한 비판을 받고 이를 해명하기도 하였다.
그 후 승지, 참판 등을 거쳐 1893년 양호순무사로서 동학교도들의 보은집회를 해산시켰으며, 1894년 김홍집 내각의 탁지부대신이 되었다. 친러파의 세력이 강해져 1896년 고종이 러시아 공사관에 옮겨가(→아관파천 참조) 김홍집 등이 살해되었다. 어윤중은 친일파가 아니었으나, 지레 겁을 먹고 고향으로 도망가던 중 경기도 용인에 도착했을 때 하필 이전에 산송 문제로 원한을 샀던 정원로 등을 만나, 그 머슴들에게 암살되었다.
규장각 대제학으로 특별 증직되고 1909년 7월에 충숙(忠肅)이라는 시호가 내려졌다.

## 가족 관계
- 증조부 : 어재상(魚在象, 1773년 ~ 1850년)
  - 친할아버지 : 어명능(魚命能, 1799년 ~ 1865년)
    - 아버지 : 어약우(魚若愚, 1818년 ~ 1863년 8월 6일) ... 아명은 어도우(魚道愚)
    - 어머니(생모) : 여주 이씨 부인 ... 이용규(李容逵)의 딸
      - 본인 : 일재 어윤중(1848년 ~ 1896년)

    - 서모 : ?
      - 이복 남동생 : 어윤수(魚允修, 1854년 ~ 1944년)

    - 서모: ?
      - 이복 남동생 : 어윤랑(魚允浪, 1856년 ~ 1922년)

  - 서조모 : ?
    - 이복 서숙부 : 어취우(魚就愚, 1830년 ~ 1892년)
      - 사촌 남동생 : 어윤공(魚允恭, 1863년 4월 30일 ~ 1928년 10월 29일)

  - 서조모 : ?
    - 이복 서숙부 : 어창우(魚昌愚, 1851년 ~ 1924년)
      - 사촌 남동생 : 어윤익(魚允益, 1866년 11월 29일 ~ 1901년 12월 22일)
      - 사촌 남동생 : 어윤적(魚允迪, 1868년 8월 25일 ~ 1935년 2월 3일)
      - 사촌 남동생 : 어윤업(魚允業, 1876년 5월 24일 ~ 1941년 11월 18일)
      - 사촌 종제수 : 풍산 홍씨 부인 홍애덕(1878년 ~ 1949년)
        - 5촌 종조카 : 어약선(魚躍善, 1914년 9월 6일 ~ 1959년 7월 31일?)

  - 서조모 : ?
    - 이복 서숙부 : 어현중(魚玄仲, 1853년 ~ 1929년)
      - 사촌 여동생 : 어윤희(魚允姬, 1880년 ~ 1961년)

  - 외할아버지 : 이용규(李容逵)[1]

## 기타
문하생 중 윤치호는 해평 윤씨 집안의 서자 출신의 무관 윤웅렬의 아들로, 윤웅렬은 아들의 앞날을 위해 농업학교나 기술학교 대신 도진샤(同人社)에 입학하게 해달라고 부탁하였다. 윤웅렬의 부탁을 거절할 수 없었고, 윤치호의 재능을 아깝게 생각한 어윤중은 이노우에 가오루 등을 설득시켜 윤치호를 도진샤에 입학하게 한다.

## 같이 보기
- 갑신정변
- 동학 농민 운동
- 춘생문 사건
- 박영효
- 박원양
- 윤치호
- 서재필
- 윤웅렬

## 참고 자료
- 《글로벌 세계대백과사전》,  〈개화파의 개혁운동〉